# Synagoga przy ul. Socjalistycznej 34 w Bobrujsku
Synagoga przy ul. Socjalistycznej 34 w Bobrujsku (biał. Сінагога на Сацыялістычнай 34) – synagoga znajdująca się w Bobrujsku przy ul. Socjalistycznej. 

## Historia
Została wzniesiona w 1901. Obecnie użytkowana jako dom mieszkalny. Obok niej znajduje się inny żydowski dom modlitewny działający do dziś.